# フードポルノ

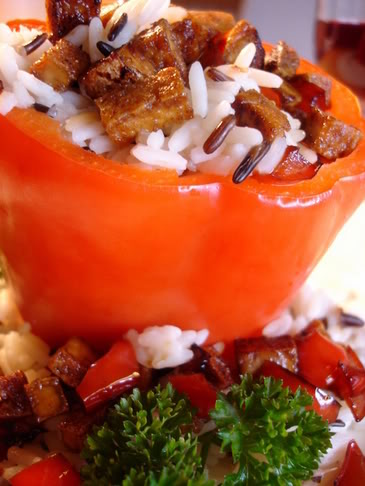
つやつやと形を整えた肉詰めピーマン

フードポルノ (food porn) とは、料理店などで料理や食事風景を魅力的に写し、視聴者の感覚を刺激する絵・写真・動画などを指す。

## 概要
欧米では、広告、インフォマーシャル、調理実演、その他の視覚メディアでの、調理や食事における魅惑的で豪勢な視覚表現のことを指す。料理は豊かな栄養とカロリーがあるよう強調され、その皿も食欲を掻き立てたりセックスの代用として食べ物を賛美するような異国風のものが使われる。フードポルノはしばしばフードフォトグラフィーという形をとり、それはお色気写真 (glamour photography) やポルノ写真と同じようなやり方で食べ物を刺激的に提示する。
この用語はフェミニストの批評家ロザリンド・カワード (Rosalind Coward) の著書『女の欲望』（1984年）での造語のようであり、そこにはこうある。
アメリカでは「食品業者が、高脂肪かつ動脈硬化のリスクが高いことを謳ったご馳走を売り込むことで低カロリーダイエット食への反発を強調する」場合にフードポルノという言葉は使われる。この使い方を始めたのは公益科学センターであり、そこは1998年からその「栄養活動健康通信」において「正しい材料 vs フードポルノ」という連載コラムを掲載している。
イギリスでは、この用語は料理番組「Two Fat Ladies」によって1990年代に普及した。これは、出演者のペアが大量のバターとクリームを使って「ポルノ的愉しみ」を飲食していると番組プロデューサーが評してからのことである。

## 関連文献
- Hertneky, Paul, Popmatters.com (August 15, 2006). More Than a Mouthful
- Food Magazine, PioneerChef.com (January 16, 2014). Food for Sex